# 李兴钰
李兴钰（1971年10月—），男，汉族，山东微山人，中华人民共和国政治人物，山东省归国华侨联合会党组书记、主席，中华全国归国华侨联合会副主席。